# Соктуй-Мілозанське сільське поселення
Сокту́й-Мілоза́нське сільське поселення (рос. Соктуй-Милозанское сельское поселение) — сільське поселення у складі Краснокаменського району Забайкальського краю Росії.
Адміністративний центр та єдиний населений пункт — село Соктуй-Мілозан.

## Населення
Населення сільського поселення становить 480 осіб (2019; 625 у 2010, 774 у 2002).